# آمریکا فررا
آمریکا جرجینا فررا (انگلیسی: America Georgina Ferrera؛ زادهٔ ۱۸ آوریل ۱۹۸۴) بازیگر آمریکایی است. او از پدر و مادری هندوراسی در لس آنجلس متولد شد و در سنین جوانی به بازیگری علاقه پیدا کرد و در چندین نمایش از مدرسه خود اجرا کرد. او دریافت‌کننده جوایز مختلفی از جمله یک جایزهٔ امی و یک جایزهٔ گلدن گلوب بوده‌است. او در سال ۲۰۰۷ از سوی مجلهٔ تایم به‌عنوان یکی از ۱۰۰ فرد تأثیر گذار در جهان انتخاب شد و در سال ۲۰۲۳ در فهرست ۱۰۰ زن بی‌بی‌سی نام گرفت.
فررا حرفهٔ خود را با بازی در فیلم خواهری از سفر آرزوها (۲۰۰۵) آغاز کرد. او در سال ۲۰۰۶ به عنوان بازیگر نقش اول در سریال بتی بی‌ریخته (۲۰۱۰–۲۰۰۶) حضور یافت. بازی در این سریال برای او نقدهای مثبتی در پی داشت و توانست جوایز بسیاری از جمله گلدن گلوب، انجمن بازیگران فیلم و امی را از آن خود کند و به اولین زن لاتین برنده‌شده در این رشته جایزه تبدیل شود.
از دیگر نقش‌های برجسته وی می‌توان به فیلم درام-جنایی آخرین گشت (۲۰۱۲)، کمدی باربی (۲۰۲۳) و صداپیشگی در انیمیشین‌های چگونه اژدهای خود را تربیت کنیم (۲۰۱۰)، چگونه اژدهای خود را تربیت کنیم ۲ (۲۰۱۴) و چگونه اژدهای خود را تربیت کنیم: دنیای پنهان (۲۰۱۹) در نقش آسترید اشاره کرد. او برای بازی در باربی نامزد جایزه اسکار بهترین بازیگر نقش مکمل زن شد. وی همچنین تهیه‌کننده و بازیگر سریال سوپر مارکت (۲۰۲۱–۲۰۱۵) بوده‌است.

## فیلم‌شناسی
- خواهری از سفر آرزوها (۲۰۰۵)
- لردهای داگ‌تاون (۲۰۰۵)
- خواهری از سفر آرزوها ۲ (۲۰۰۸)
- تینکربل (۲۰۰۸)
- چگونه اژدهای خود را تربیت کنیم (۲۰۱۰)
- سرزمین خشک (۲۰۱۰)
- عروسی خانوادگی ما (۲۰۱۰)
- آخرین گشت (۲۰۱۲)
- سزار چاوز (۲۰۱۴)
- یک ذهن جوان درخشان (۲۰۱۴)
- چگونه اژدهای خود را تربیت کنیم ۲ (۲۰۱۴)
- خبرنگاران ویژه (۲۰۱۶)
- چگونه اژدهای خود را تربیت کنیم: دنیای پنهان (۲۰۱۹)
- باربی (۲۰۲۳)
- پول احمقانه (۲۰۲۳)
- الیو (۲۰۲۴) - صداپیشه

### تلویزیون
- سی‌اس‌آی (۲۰۰۴)
- بتی بی‌ریخته (۲۰۱۰–۲۰۰۶)
- همسر خوب (۲۰۱۳–۲۰۱۱)
- دریم ورکس اژدهایان (۲۰۱۸–۲۰۱۲)
- هفته پیش امشب با جان اولیور (۲۰۱۵)
- خودمانی با ایمی شومر (۲۰۱۵)
- سوپر مارکت (۲۰۲۱–۲۰۱۵)
- مسابقه لب‌خوانی (۲۰۱۶)
- زیاد ذوق‌زده نشو (۲۰۱۷)
- وی‌کرشت (۲۰۲۲)

## جوایز
- برنده جایزه امی ساعات پربیننده بهترین بازیگر نقش اول زن در مجموعه تلویزیونی کمدی برای سریال بتی بی‌ریخته سال ۲۰۰۷
- برنده جایزه گلدن گلوب بهترین بازیگر زن سریال تلویزیونی کمدی یا موزیکال برای سریال بتی بی‌ریخته سال ۲۰۰۷
- برنده جایزه انجمن بازیگران فیلم بهترین بازیگر زن در سریال کمدی برای سریال بتی بی‌ریخته سال ۲۰۰۷
- نامزد جایزه انجمن بازیگران فیلم برای بهترین اجرای گروهی در سریال کمدی برای سریال بتی بی‌ریخته سال ۲۰۰۷
- نامزد جایزه گلدن گلوب بهترین بازیگر زن سریال تلویزیونی کمدی یا موزیکال برای سریال بتی بی‌ریخته سال ۲۰۰۸
- نامزد جایزه امی ساعات پربیننده بهترین بازیگر نقش اول زن در مجموعه تلویزیونی کمدی برای سریال بتی بی‌ریخته سال ۲۰۰۸
- نامزد جایزه انجمن بازیگران فیلم بهترین بازیگر زن در سریال کمدی برای سریال بتی بی‌ریخته سال ۲۰۰۸
- نامزد جایزه گلدن گلوب بهترین بازیگر زن سریال تلویزیونی کمدی یا موزیکال برای سریال بتی بی‌ریخته سال ۲۰۰۹